# Cima Scotoni
Die Cima Scotoni ist die 2874 m hohe Westschulter der Mittleren Fanisspitze (2989 m) in der Fanesgruppe, einer Untergruppe der Dolomiten, und durch ihre markante Südwestwand mit ihren extremen Kletterrouten bekannt. Sie liegt in Südtirol im Naturpark Fanes-Sennes-Prags. Direkt unterhalb der Wand liegt der Lagazuoisee und etwas westlich davon die Scotonihütte.
In der Südwestwand gehört die Lacedelli-Route (VI+ A1 bzw. VIII, 1952 mit L. Ghedina, G. Lorenzi) zu den Kletterklassikern in den Dolomiten. Weitere Routen an der Cima Scotoni sind Via dei Fachiri (VI+ E. Cozzolino und F. Ghio, 1972), Skotonata Galactica (IX+, B. Tassi, G.B. Calloni und I. Zanetti 1994), Zauberlehrling (IX, Christoph Hainz 1990), Direttissima Dibona (IX-), Waffenlos (IX-) und Hyperscotoni (VIII).